# Zamek w Liczkowcach
Zamek w Liczkowcach – zamek wybudowany w Liczkowcach przez Kalinowskiego.

## Historia
We wsi znajdował się zamek, który był wielokrotnie atakowany podczas najazdów Tatarów na ziemie Rzeczypospolitej. Obiekt był zamieszkany jeszcze na początku XIX w. Pod koniec XIX w. po zamku były widoczne pozostałości murów przy kościele, który razem z plebanią proboszcza wybudowano z rozebranych murów zamku. Niewielkie fragmenty kamiennych fortyfikacji zachowały się do dziś. Zostały odbudowane w otwartą kaplicę.